# Under the Sea
〈Under the Sea〉는 1989년 개봉한 디즈니 애니메이션 인어공주의 OST이다. 앨런 멩컨이 작곡, 하워드 애쉬먼이 작사를 맡았으며 세바스찬 역의 사무엘 E. 라이트가 노래를 불렀다. 1990년 제62회 아카데미 시상식에서 주제가상 후보로 올라 공연을 펼쳤으며 주제가상을 수상했다. 디즈니 최고의 OST 중 하나라는 평을 받는다.
작중에서 세바스찬이 에리얼에게 인간이 되지 말고 바다에 남아달라고 애원하면서 이 노래를 부른다. 가사 내용에는 인간 세상은 불행하지만 바다 밑은 살기 좋은 곳이라는 의미가 담겨있다.
2008년 브로드웨이에서 초연된 뮤지컬 인어공주에 삽입되었으며 세바스찬 역의 티투스 버지스가 노래를 불렀다.

## 인증
| 국가                               | 인증        | 판매량/출하량 |
| ---------------------------------- | ----------- | ------------- |
| 영국 (BPI)                         | 플래티넘    | 600,000       |
| 미국 (RIAA)                        | 2× 플래티넘 | 2,000,000     |
| 판매량+스트리밍을 기반으로 한 인증 |             |               |